# Bujar Bukoshi

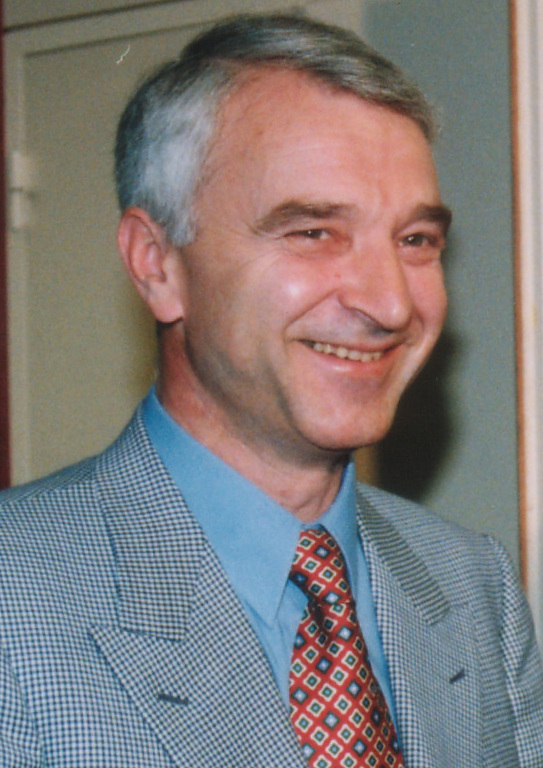
Bujar Bukoshi

Bujar Bukoshi (Therandë, 13 mei 1947 – 10 juni 2025) was een Kosovaars-Albanees politicus van de Democratische Liga van Kosovo.
Bujar Bukoshi was een premier van het schaduwkabinet van zelfbenoemde Republiek Kosova (1990-2000), van 5 oktober 1991 tot 1 februari 2000. Hij was tot 19 oktober 1991 voorzitter van de regering en was Premier in Ballingschap vanuit Bonn, Duitsland, van 1993 tot juni 1999. Zijn voorganger was Jusuf Zejnullahu die ervoor ook premier van de Socialistische Autonome Provincie Kosovo was geweest.
Rivaal van Bukoshi was Hashim Thaçi. Thaçi voerde in de eerste paar maanden van 1999 de onderhandelingen voor het Kosovo Bevrijdingsleger over het Akkoord van Rambouillet en stelde zich op als leider van de Kosovaren. Met steun van de Verenigde Staten passeerde Thaçi hiermee zowel Bukoshi als Ibrahim Rugova (schaduwpresident van Kosovo) en vervulde als tweede de rol van Premier in Ballingschap en hoofdvertegenwoordiger van het verzet van Kosovo van 2 april 1999 tot 1 februari 2000.
Bukoshi overleed op 10 juni 2025 op 78-jarige leeftijd.
- Gemeinsame Normdatei: 121592901
- International Standard Name Identifier: 0000 0003 8544 6716
- Library of Congress Control Number: n2001032841
- Virtual International Authority File: 218670634
- WorldCat: E39PBJfcJWFjCfvkbdMKPgHKVC